# 아카호시 유지

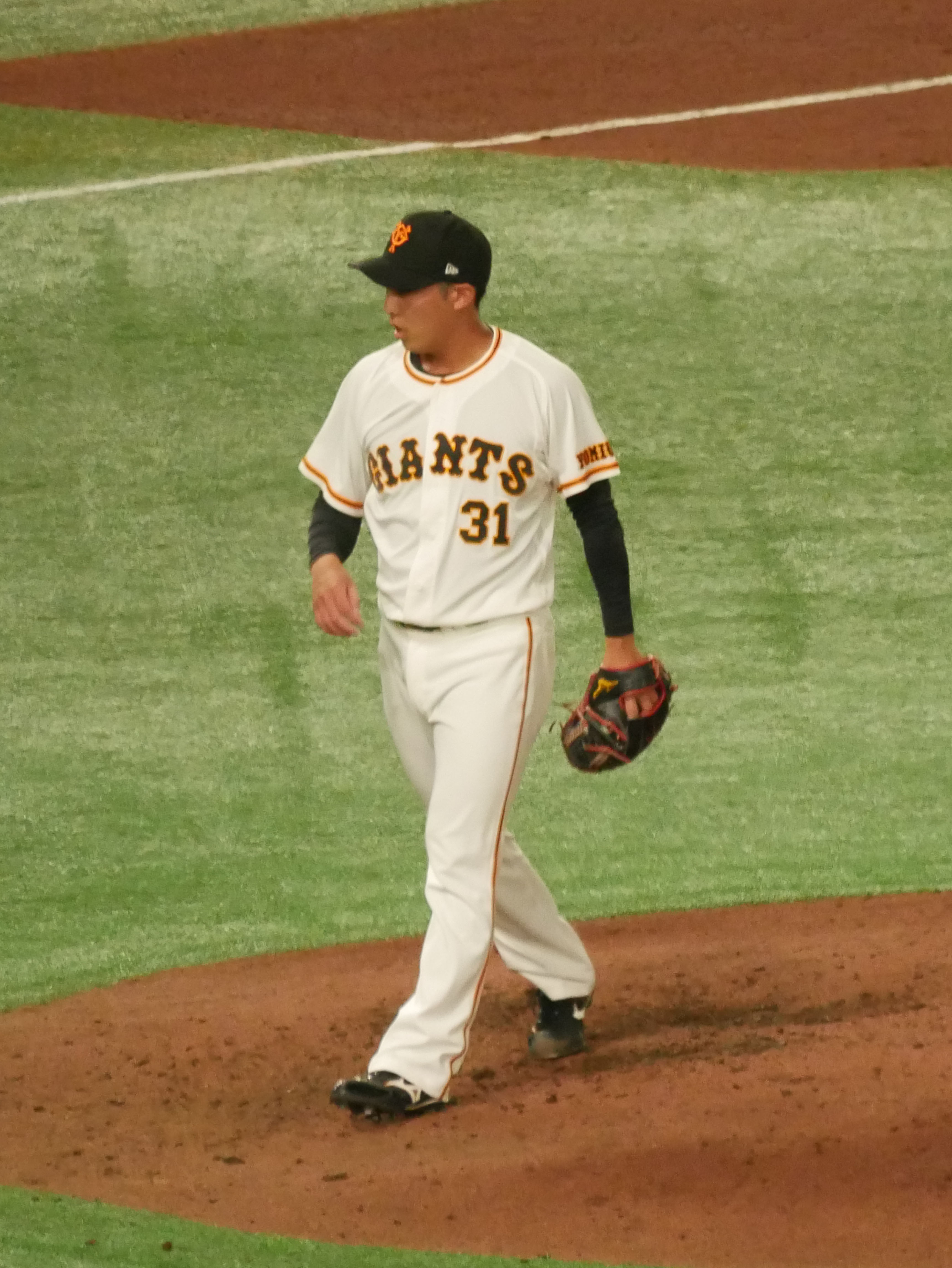

아카호시 유지(일본어: 赤星 優志, 1999년 7월 2일 ~ )는 일본의 프로 야구 선수이며, 현재 센트럴 리그인 요미우리 자이언츠의 소속 선수(투수)이다. 도쿄도 세타가야구 출신이다.

## 상세 정보

### 출신 학교
- 니혼 대학 쓰루가오카 고등학교
- 니혼 대학

### 선수 경력
- 요미우리 자이언츠(2022년 ~ )

### 개인 기록

#### 투수 기록
- 첫 등판·첫 선발 등판 : 2022년 3월 27일, 대 주니치 드래건스 3차전(도쿄 돔), 6이닝 1실점으로 승패 없음
- 첫 탈삼진 : 상동, 1회말에 오시마 요헤이로부터 루킹 삼진
- 첫 승리·첫 선발 승리 : 2022년 4월 3일, 대 한신 타이거스 3차전(도쿄 돔), 7이닝 2실점[1]

#### 타격 기록
- 첫 타석 : 2022년 3월 27일, 대 주니치 드래건스 3차전(도쿄 돔), 1회말에 야나기 유야로부터 투수 땅볼
- 첫 안타 : 2022년 4월 3일, 대 한신 타이거스 3차전(도쿄 돔), 4회말에 조 군켈로부터 2루 내야 안타

### 등번호
- 31(2022년 ~ )